# Brotherella dixonii
Brotherella dixonii là một loài rêu trong họ Sematophyllaceae. Loài này được Herzog mô tả khoa học đầu tiên năm 1939.